# Sancti Spíritus (prowincja)
Sancti Spíritus – kubańska prowincja położona w środkowej części kraju. Jej stolicą jest miasto Sancti Spíritus. Inne duże miasto znajdujące się na terenie prowincji to Trinidad.
Powierzchnia prowincji równa jest 6 736,51 km², a liczba ludności zgodnie z danymi z 2004 roku wynosi 463 009. Gęstość zaludnienia to 67 osób/km².
W prowincji znajduje się największy kubański rezerwuar, Embalse Zaza.
Prowincja dzieli się na osiem gmin. Są to:
1. Cabaiguán
2. Fomento
3. Jatibonico
4. La Sierpe
5. Sancti Spíritus
6. Taguasco
7. Trinidad
8. Yaguajay